# Zachte vinnetjespalm
De zachte vinnetjespalm (Caryota mitis) is een rechtopstaande, tot 12 m hoge palm met een slanke, grijze of groen stam. Meestal groeien er meerdere stammen bijeen. De bladeren zijn dubbelgeveerd, tot 3 m lang. De deelblaadjes van de tweede generatie zijn scheef driehoekig-waaiervormig me een kartelig afgeknot uiteinde.
De palm komt pas in bloei als hij zijn definitieve grootte heeft bereikt. De kwastvormige, langgesteelde bloeiwijzen met kralensnoerachtige takken groeien zijdelings uit de stam en bestaan uit kleine, groenachtige bloemen. De eerste bloeiwijzen ontstaan bovenaan de stam, waarna er geleidelijk steeds meer bloeiwijzen van boven naar beneden ontstaan. De vruchten zijn bolvormig, tot circa 2 cm lang, lange tijd groenblijvend, vervolgens korte tijd roodbruin en uiteindelijk rijpend naar zwart. Wanneer de vruchten van de onderste bloeiwijzen rijp zijn, sterft de palm af.
De zachte vinnetjespalm komt wereldwijd in de tropen voor. Zijn oorspronkelijke verspreidingsgebied ligt van India tot de Filipijnen.

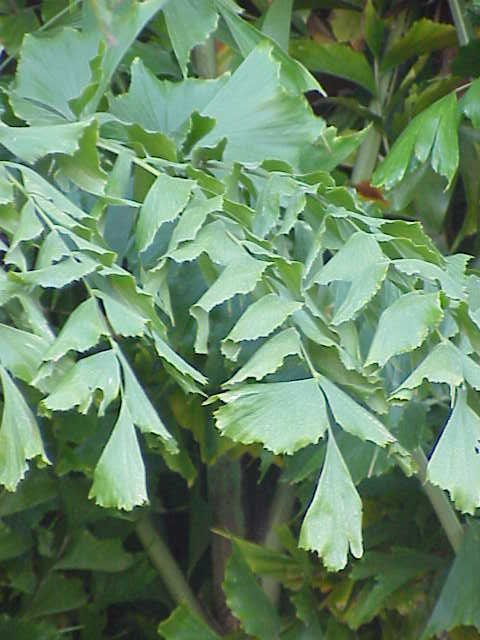
Loof

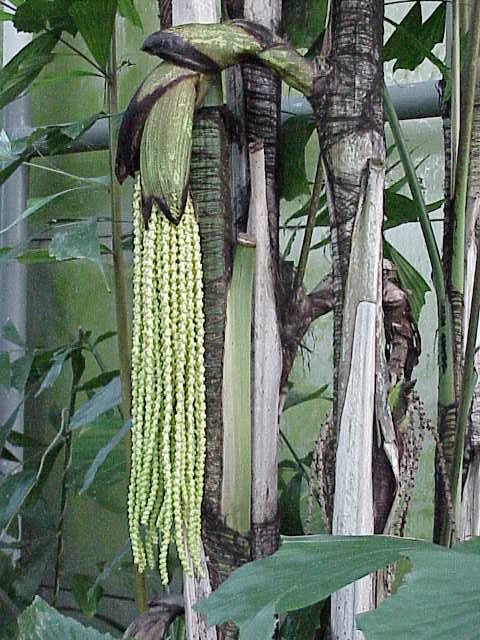
Bloeiwijze

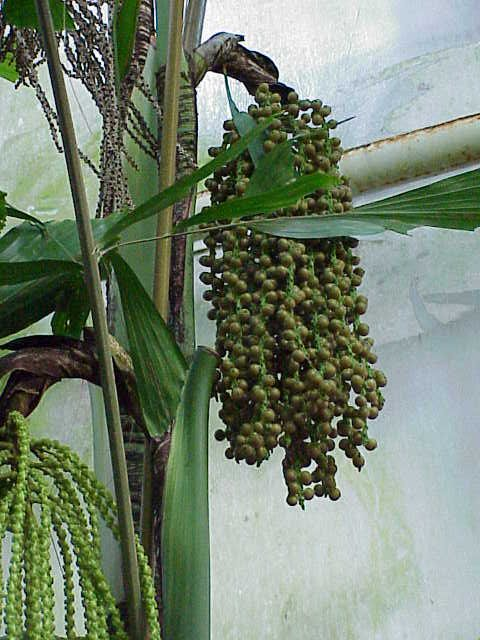
Vruchten